# Јавански језик
Јавански је језик јаванског народа из централних и источних делова острва Јава у Индонезији. Такође постоји део говорника јаванског на северној обали западне Јаве. То је матерњи језик више од 98 милиона људи (више од 30% становника Индонезије).
Јавански је део аустронежанске фамилије језика, а сродан је малајском, сунданском, мадурском и балијском. Највећи број говорника јаванског говори индонежански као званични језик. Постоје заједнице Јаванаца у Малезији који користе јавански језик, а потомци Јаванаца који живе на Суринаму такође користе варијанту јаванског језика.
Заједно са индонежанским, јавански је службени језик у посебном региону Јогјакарта, Индонезија.

## Класификација
Јавански је део малајско-полинежанског огранка аустронежанске породице језика, иако је тешко одредити његову прецизну везу са другим малајско-полинежанским језицима. Користећи лексикостатистички метод, Исидор Диен је јавански класификовао као део „јаво-суматрански хесион“, који такође укључује сундански и „малајски“ језик. Ова групацију лингвиста Берндт Нотофер такође назива „малајско-јаванском“, што је први покушај да је реконструише на основу само четири језика са најбољим сведочењем у то време (јавански, сундански, мадурски и малајски).
Малајско-јавански је био критикован и одбачен од стране разних лингвиста. Александар Аделар не укључује јавански у своју предложену малајско-сумбаван групацију (која такође покрива малајски, сундански и мадурски језик). Роберт Бласт такође не укључује Јаванце у подгрупу Великог северног Борнеа, коју предлаже као алтернативу малајско-сумбаванској групацији. Међутим, Бласт такође изражава могућност да су језици Великог северног Борнеа блиско повезани са многим другим западним индонежанским језицима, укључујући јавански. Бластову сугестију је даље разрадио Александар Смит, који укључује Јаванце у западноиндонежанску групу (која такође укључује ГНБ и неколико других подгрупа), коју Смит сматра једном од малајско-полинежанских примарних огранака.

## Историја
Генерално, историја јаванског језика се може поделити у две различите фазе: 1) старојавански и 2) новојавански.

### Стари јавански
Најранији потврђени облик старог јаванског може се наћи на натпису [[[Sukabumi inscription|Сукабуми]], који датира из 804. године. Између 9. и 15. века, овај облик Јаванског је цветао на острву Јава. Стари јавански се обично пише у облику стихова. Овај језички варијетет се такође назива кави или 'песнички, поетски', иако би се овај термин могао користити и за означавање архаичних елемената новојаванске књижевности. Систем писања који се користи за писање старојаванског је потомак палавског писма из Индије. Скоро половина целокупног речника пронађеног у старојаванској литератури су позајмљене речи на санскриту, иако је стари јавански такође позајмио термине из других језика у поморској југоисточној Азији.
Облик старог јаванског који се налази у неколико текстова од 14. века надаље (углавном написан на Балију) понекад се назива „средњејавански“. Стари и средњојавански писани облици нису били широко коришћени у Јави од раног 16. века. Међутим, старојаванска дела и поетска традиција и даље се чувају на Балију је под утицајем Јаве, а један варијетет се такође користи у верске сврхе.

## Географска распрострањеност
Језик се користи у централном и источном делу острва Јава, као и на северној обали западне Јаве. У Мандуи, Балију, Ломбоку и Сунда региону западне Јаве. Коришћен је и као званичан језик у Јужној Суматри док Холанђани нису дошли крајем 18. века.
Јавански користи латиницу, јаванско писмо и арапско писмо.
Према броју људи који говоре јавански језик као матерњи, јавански је десети на свету и највећи без статуса званичног језика. Користе га или разумеју око 80 милиона људи. До 45% Индонежана су Јаванског порекла и живе у областима где је јавански доминантан. Пет од шест председника Индонезије од 1945. године су јаванског порекла. Због тога не чуди да је јавански језик умногоме утицао на развој индонежанског. 
Постоје три главна дијалеката: централни јавански, источни јавански и западни јавански. 